# Krispiña
Krispiña/Crispijana és un poble i concejo pertanyent al municipi de Vitòria. Tenia 20 habitants en (2007). Està enclavat en la Zona Rural Nord-oest de Vitòria. Es troba 6 km a l'oest de la ciutat de Vitòria, ocupant l'espai situat entre el riu Zadorra i la línia fèrria Madrid-Irun.

## Descripció
Malgrat ser un poble molt petit té una sèrie d'elements ressenyables:
- E.D.A.R. Crispijana: a 1 km de distància del poble i en terrenys del concejo es troba l'estació depuradora d'aigües residuals que dona servei al municipi de Vitòria des de 1984. Les instal·lacions són renovades i actualitzades des de l'any 2000.
- Centre logístic de Fagor Electrodomèstics: està situat al costat del poble. Va sofrir un gran incendi l'any 2000 que va arrasar per complet les instal·lacions.[1] L'any 2002 va ser reinaugurada. Aquesta nau és el centre logístic d'aquest fabricant d'electrodomèstics.
- Polígon Industrial de Jundiz: un petit sector en la part nord-est del polígon està situat en terrenys del poble.
- Hortes de Krispiña: és una zona de la ribera del Zadorra on l'ajuntament de Vitòria va permetre fa anys la creació d'unes hortes. No obstant això la zona s'ha anat degradant amb el pas dels anys, han proliferat la construcció de barraques i hortes il·legals i l'abocament de tota classe d'escombraries. Aquesta zona està situat a escassos centenars de metres del poble. En 2007 l'ajuntament va anunciar el desallotjament de les hortes de la zona i la regeneració de tota la zona.

## Història
Els filòlegs creuen que el nom del poble deriva de Crispiniana, havent sofert la següent evolució fonètica Crispiniana→Crispiñana→Crispixana→Crispijana. Julio Caro Baroja va incloure Crispijana entre la seva sèrie de topònims bascos acabats en el sufix -ana, d'origen llatí. Mentre el sufix -ano, derivat d'-anum estaria relacionat amb les possessions rústiques romanes denominades fundus; el sufix -ana provinent de l'acusatiu femení de -ano; estaria relacionat amb possessions del caràcter de viles urbanes. Caro Baroja, va realitzar una completa llista de localitats amb terminació -ana d'Euskalherria, estant situades en la seva major part en la part sud i més romanitzada del territori. Caro Baroja va aconseguir proposar noms propis relacionats amb gairebé tots aquests topònims, que indicarien el nom de l'originari propietari de la vila. En el cas de Crispijana va proposar el nom llatí Crispus Aquesta hipòtesi remuntaria l'origen del poble a l'època romana. Encara que no s'han trobat restes romanes a Krispiña, si que han aparegut en localitats veïnes.
Amb posterioritat Krispoña apareix tarda en els registres històrics, ja que no és una de les localitats esmentades en la Reixa de San Millán de 1026, on se l'obvia a pesar que apareixen esmentades totes les localitats veïnes. Cal pensar que aleshores formava un mortuori deshabitat, que va ser poblat als segles posteriors; o bé que va ser oblidat per alguna raó en el registre.
En 1332 s'incorpora a la jurisdicció de la vila de Vitòria, a la qual ha pertangut des de llavors com a lloc de la germadat de Vitòria, i posteriorment com a concejo.